# 龙仙烈士陵园
龙仙烈士陵园，位于中国广东省韶关市翁源县城，为翁源县的一个县级文物保护单位，类型为近现代重要史迹及代表性建筑，公布时间为1996年11月3日。
龙仙烈士陵园的历史年代为当代。